# Аннабелла (Юта)
Аннабелла (англ. Annabella) — місто (англ. town) в США, в окрузі Севір штату Юта. Населення — 836 осіб (2020).

## Географія
Аннабелла розташована за координатами 38°42′21″ пн. ш. 112°3′31″ зх. д. / 38.70583° пн. ш. 112.05861° зх. д. (38.705862, -112.058604).  За даними Бюро перепису населення США в 2010 році місто мало площу 1,82 км², уся площа — суходіл.

## Демографія
Згідно з переписом 2010 року, у місті мешкало 795 осіб у 245 домогосподарствах у складі 215 родин. Густота населення становила 437 осіб/км².  Було 254 помешкання (140/км²).
Расовий склад населення:
| - 99,0 % — білих - 0,4 % — корінних американців - 0,1 % — азіатів |

До двох чи більше рас належало 0,5 %. Частка іспаномовних становила 0,5 % від усіх жителів.
За віковим діапазоном населення розподілялося таким чином: 36,4 % — особи молодші 18 років, 52,2 % — особи у віці 18—64 років, 11,4 % — особи у віці 65 років та старші. Медіана віку мешканця становила 32,3 року. На 100 осіб жіночої статі у місті припадало 104,9 чоловіків;  на 100 жінок у віці від 18 років та старших — 96,9 чоловіків також старших 18 років.
Середній дохід на одне домашнє господарство  становив 65 204 долари США (медіана — 57 969), а середній дохід на одну сім'ю — 69 563 долари (медіана — 61 786). Медіана доходів становила 45 313 долари для чоловіків та 42 589 доларів для жінок. За межею бідності перебувало 4,1 % осіб, у тому числі 5,1 % дітей у віці до 18 років та 0,0 % осіб у віці 65 років та старших.
Цивільне працевлаштоване населення становило 349 осіб. Основні галузі зайнятості: освіта, охорона здоров'я та соціальна допомога — 31,2 %, роздрібна торгівля — 13,5 %, публічна адміністрація — 12,3 %.